# Hygrophila angolensis
Hygrophila angolensis là một loài thực vật có hoa trong họ Ô rô. Loài này được (S.Moore) Heine mô tả khoa học đầu tiên năm 1971 publ. 1972.